# Bottoms Reservoir
Bottoms Reservoir är en reservoar i Storbritannien.   Den ligger i riksdelen England, i den centrala delen av landet, 250 km nordväst om huvudstaden London. Bottoms Reservoir ligger 159 meter över havet. Den ligger vid sjön Valehouse Reservoir.Trakten runt Bottoms Reservoir består i huvudsak av gräsmarker.